# Cléden-Cap-Sizun
Cléden-Cap-Sizun è un comune francese di 1 018 abitanti situato nel dipartimento del Finistère nella regione della Bretagna.

## Società

### Evoluzione demografica
Abitanti censiti